# Piper vergelense
Piper vergelense är en pepparväxtart som beskrevs av Trel. & Standley. Piper vergelense ingår i släktet Piper och familjen pepparväxter. Inga underarter finns listade i Catalogue of Life.